# Ka-Bar

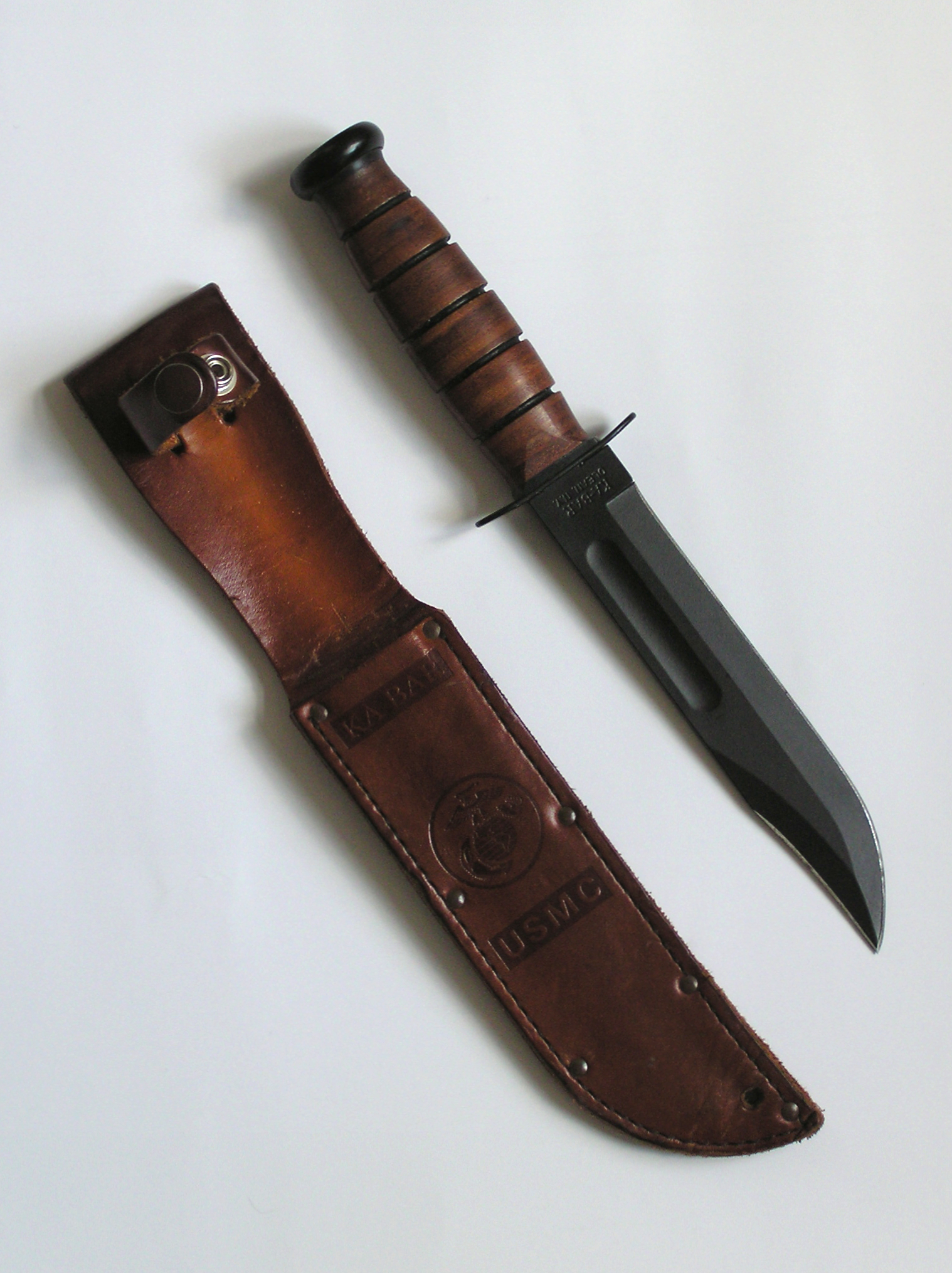
Ka-Bar USMC

El Ka-Bar es un cuchillo de combate famoso por ser utilizado por el Cuerpo de Marines de los Estados Unidos (USMC) en la Segunda Guerra Mundial. Fue adoptado como cuchillo de combate en 1942. Este cuchillo es fabricado por "KA-BAR Cutlery Company,Inc".

## Historia
A finales del siglo XIX, un grupo de cuchilleros se instaló en la zona occidental de Nueva York(Pensilvania).
Se formó en 1897 una asociación en la Commonwealth de Pensilvania creando una sociedad limitada para la fabricación de cuchillos y navajas, que fue conocida como "Tidoute Cutlery Company".
En 1900, la compañía sufrió problemas financieros y tuvo que ser cerrada. En enero de 1902 se compraron los activos de la compañía. Wallace R. Brown asumió como presidente en 1902.
En el año 1910, la compañía se trasladó a la ciudad de Olean (Nueva York).
Brown falleció en 1942 y su Hermano Emerson Brown asumió como el nuevo dirigente de la empresa.
Después del comienzo de la Segunda Guerra Mundial, la empresa Cutlery Company suministró cuchillos a la Infantería de Marina de Los Estados Unidos.
A partir de este momento, la empresa pasa a denominarse "KA-BAR Cutlery company,Inc".

## Origen del nombre KA-BAR
La versión más aceptada es la de una carta que recibe la empresa de un cazador de pieles tras ser atacado por un oso, el cual utilizó un cuchillo de KA-BAR para defenderse del animal. Lo único que era legible de dicha carta era una letra K y la palabra "bar".
De este modo esta frase se convirtió en el nombre de la empresa.

## KA-BAR USMC
El 9 de diciembre de 1942 la Marina de los Estados Unidos tomó el cuchillo como edición general.
Durante la guerra, la demanda de estos cuchillos era tan grande que no se pudo continuar con su producción.
La hoja tiene una longitud de 18 cm y un ancho de 3 cm en acero al carbono 1095, su longitud total es de 30 cm y su empuñadura, de cuero, de unos 12 cm.
- Datos: Q1718354
- Multimedia: Ka-Bar / Q1718354